# Чужая дочь (фильм)
«Чужая дочь» (англ. Audrey Rose) — американский психологический триллер 1977 года, снятый режиссёром Робертом Уайзом. В главных ролях: Марша Мейсон и Энтони Хопкинс. Фильм был снят по мотивам одноимённого бестселлера Фрэнка де Фелитта. Музыку к фильму написал Майкл Смолл. В основу сюжета положена история о реинкарнации. Согласно критику Винсенту Кэнби, «Чужая дочь» повествует о «потенциально опасных побочных эффектах перехода души из одного тела в другое без надлежащего интервала».

## История создания
На написание книги, а затем и сценария фильма автора Фрэнка де Фелитта вдохновил реальный случай из его жизни. Однажды он услышал звуки игры на фортепиано, исходившие из гостиной. Было похоже, что играл профессиональный музыкант, но, к своему удивлению, Фелитта обнаружил, что это был его шестилетний сын, никогда до того не бравший уроки музыки. Мальчик сказал отцу, что его пальцы «делали это сами по себе». Этот опыт заставил Фрэнка поверить в реинкарнацию и вдохновил его на написание книги.

## Сюжет
Иви Темпелтон (Сюзан Свифт) — девочка десяти лет, живущая в Нью-Йорке со своими родителями Биллом и Джанис Темпелтон. Родители замечают, что за ними постоянно следит незнакомый мужчина. Они приглашают его к себе домой на обед и узнают, что незнакомца зовут Эллиот Хувер (Энтони Хопкинс) и что за несколько минут до рождения Иви его жена и дочь Одри Роуз погибли в автокатастрофе. Хувер убеждён, что душа его дочери перевоплотилась в теле Иви. Вскоре у Иви начинают появляться видения о жутких событиях, которые с ней никогда не происходили. После ряда перипетий полиция арестовывает Хувера. На суде одним из свидетелей защиты выступает индуистский садху, дающий объяснение теории реинкарнации. Хувер рассказывает на суде о том, что после смерти дочери он побывал в Индии, где поверил в реинкарнацию и стал индуистом. Затем история принимает трагический оборот. Фильм завершается цитатой из «Бхагавад-гиты»:
Душа не рождается и не умирает. Она никогда не возникала, не возникает и не возникнет. Она нерожденная, вечная, всегда существующая и изначальная. Она не гибнет, когда погибает тело.

## В ролях
- Марша Мейсон — Джанис Темпелтон
- Энтони Хопкинс — Эллиот Хувер
- Джон Бек — Билл Темпелтон
- Сюзан Свифт — Иви Темпелтон
- Норман Ллойд — Стивен Липскомб
- Джон Хиллерман — прокурор Скотт Вейли
- Роберт Уолден — Брайс Мак